# Pindaré-Mirim
Pindaré-Mirim är en kommun i Brasilien.   Den ligger i delstaten Maranhão, i den nordöstra delen av landet, 1 400 km norr om huvudstaden Brasília. Antalet invånare är 31 145. Arean är 238 kvadratkilometer.
Terrängen i Pindaré-Mirim är mycket platt.
Följande samhällen finns i Pindaré-Mirim:
- Pindaré Mirim

Omgivningarna runt Pindaré-Mirim är huvudsakligen savann. Runt Pindaré-Mirim är det ganska tätbefolkat, med 172 invånare per kvadratkilometer.